# Heterolepidoderma foliatum
Heterolepidoderma foliatum is een buikharige uit de familie Chaetonotidae. Het dier komt uit het geslacht Heterolepidoderma. Heterolepidoderma foliatum werd in 1967 voor het eerst wetenschappelijk beschreven door Renaud-Mornant. 